# Caixa Ontinyent
La Caixa d'Estalvis i Mont de Pietat d'Ontinyent, més coneguda com a Caixa Ontinyent, és una caixa d'estalvis fundada el 1884 a la localitat d'Ontinyent, a la comarca de la Vall d'Albaida, al País Valencià.
Fins al 1965 només va tenir una única sucursal. A partir de llavors va començar l'expansió tant per la ciutat d'Ontinyent com per les localitats limítrofes. La seva següent expansió va anar per les comarques de La Costera i La Safor, així com en la ciutat de València. En els últims anys la Caixa ha enfocat el seu creixement territorial cap a les comarques alacantines de l'Alcoià i Comtat.
L'any 2014 tenia 47 oficines i una plantilla de 185 treballadors (/es) a jornada completa, mentre que el 31 de desembre de 2018 en tenia dues menys (45) (totes al País Valencià) però una plantilla total d'uns quants treballadors (/es) més (192) a jornada completa.
Fora de les oficines de l'entitat, es pot operar als caixers automàtics de la xarxa Servired a tot Espanya, i també a estats de la zona euro.
Aquesta caixa i Colonya Caixa Pollença són les dues úniques caixes d'estalvis que perduren en territori espanyol, ja que no es van veure afectades per la reestructuració del sector bancari durant la crisi financera de 2008. I la Caixa Ontinyent es considera un exemple de banca ètica.